# Southern District (Hongkong)

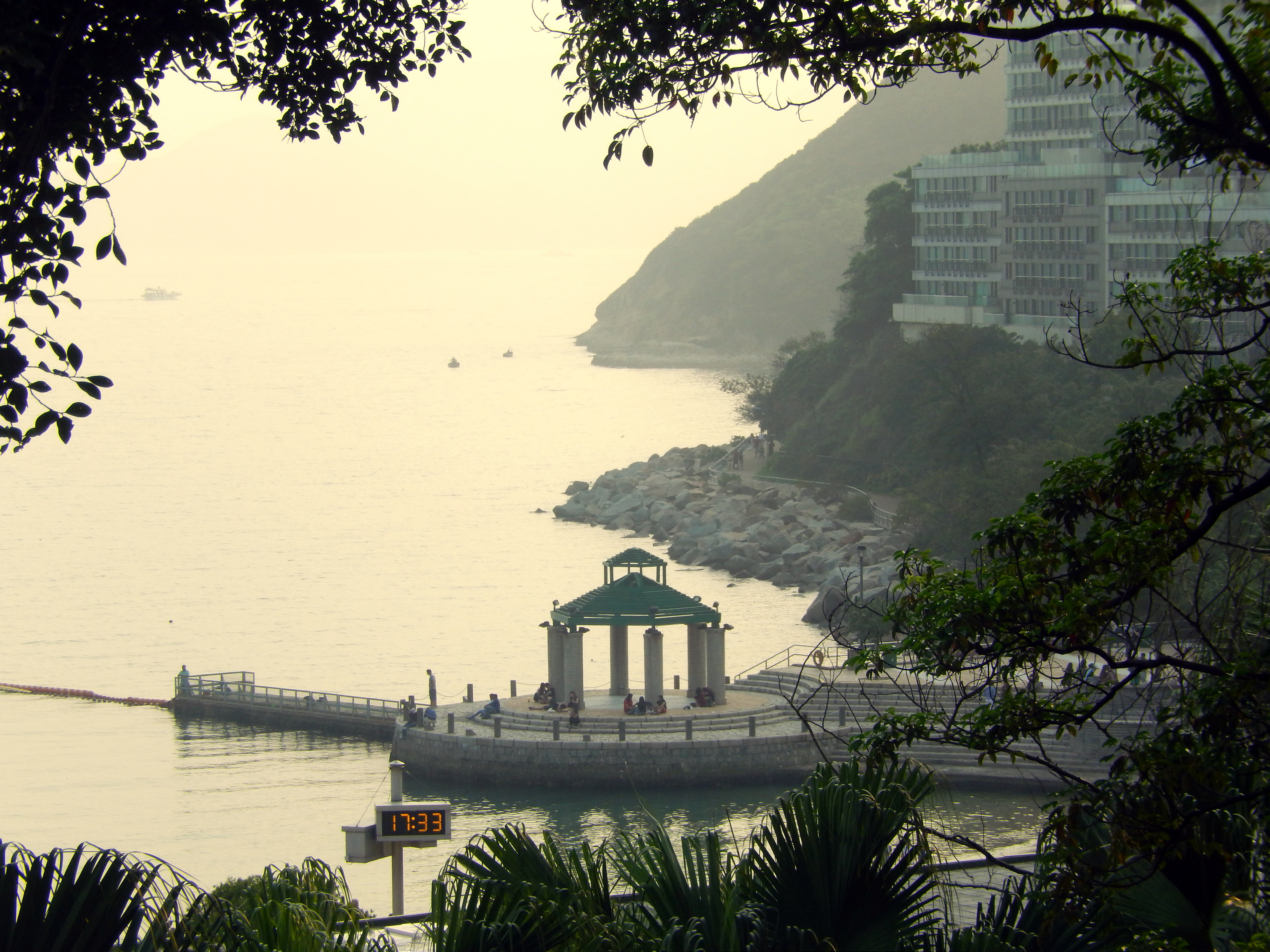
Pavillon nahe dem Strand von Repulse Bay, 2014

Southern District (chinesisch 南區 / 南区, Pinyin Nán Qū, Jyutping Naam4 Keoi1 – „Südbezirk“) ist ein Distrikt in Hongkong im südlichen Teil von Hong Kong Island. Von den vier Distrikten auf Hong Kong Island hat Southern mit 39,40 km² die größte Fläche und niedrigste Bevölkerungsdichte. Beim Zensus 2011 wurde eine Einwohnerzahl von 278.655 ermittelt.
Auch einige nahe Inseln gehören zum Southern District. Die größte, Ap Lei Chau, ist über die vierspurige Ap Lei Chau-Brücke, eine ursprünglich zweispurige Autobrücke aus den 1980er Jahren, an Hong Kong Island angebunden. Weiter entfernte vorgelagerte Inseln im Süden Hong Kong Islands gehören jedoch zum Islands District.
Im Westen und Südwesten des Southern District gibt es mit Pok Fu Lam, Aberdeen und Ap Lei Chau größere Wohngebiete. Der Freizeitpark Ocean Park befindet sich in der Nähe von Aberdeen. Der Osten des Southern District ist weniger städtisch. Neben dörfliche Strukturen und Naturschutzgebiete, befindet sich hier auch Einrichtungen und Institute der Universität von Hongkong. Das Fischerdorf Shek O im Südosten der Insel, östlich von Stanley gelegen, ist beispielsweise ein landschaftlich geschütztes Gebiet und beliebter Naherholungsort. In Southern gibt es schöne Strände und Wanderwege, wie zum Beispiel in der Deep Water Bay, Repulse Bay und Stanley Bay. Der größte Teil des 50 km langen beliebten Hong Kong Trail (港島徑 / 港岛径), ein Wanderpfad von Victoria Peak bis nach Big Wave Bay, sowie der Leuchtturm von Cape D’Aguilar, der älteste Leuchtturm Hongkongs, befinden sich in Southern.

## Verkehr
Die Route 1 führt durch den Aberdeen Tunnel zum Wan Chai District und verbindet den Southern District mit dem Schnellstraßennetz Hongkongs. Seit dem 28. Dezember 2016 ist das östliche Teilstück der South Island Line des Mass Transit Railways im Southern District eröffnet und verbindet die vorgelagerte südliche Insel Ap Lei Chau über Wong Chuk Hang, Ocean Park mit dem geschäftigen Stadtteil Admiralty im Norden von Hong Kong Island, während das Teilstück West der South Island Line sich weiter in der Planungsphase befindet und voraussichtlich 2021 mit der Bauphase beginnt und weitere fünf Jahre bis zur Fertigstellung 2026 benötigt. Die meisten Orte des Distrikts sind mit über Buslinien oder Linien der sogenannten „Minibusse“ (公共小型巴士, englisch Public Light Bus – „Sammeltaxis“, ugs. 小巴) erschlossen.

## Orte
Auf Hong Kong Island:
- Aberdeen
- Cape D’Aguilar
- Chung Hom Kok
- Deep Water Bay
- Pok Fu Lam
- Repulse Bay
- Shek O
- Stanley
- Tai Tam
- Wah Fu
- Wong Chuk Hang

Inseln:
- Ap Lei Chau
- Ap Lei Pai
- Kau Pei Chau
- Lo Chau
- Lung Shan Pai
- Magazine Island
- Middle Island
- Ng Fan Chau
- Round Island
- Tai Tau Chau
- Tau Chau

## Bilder

Southern – 南區
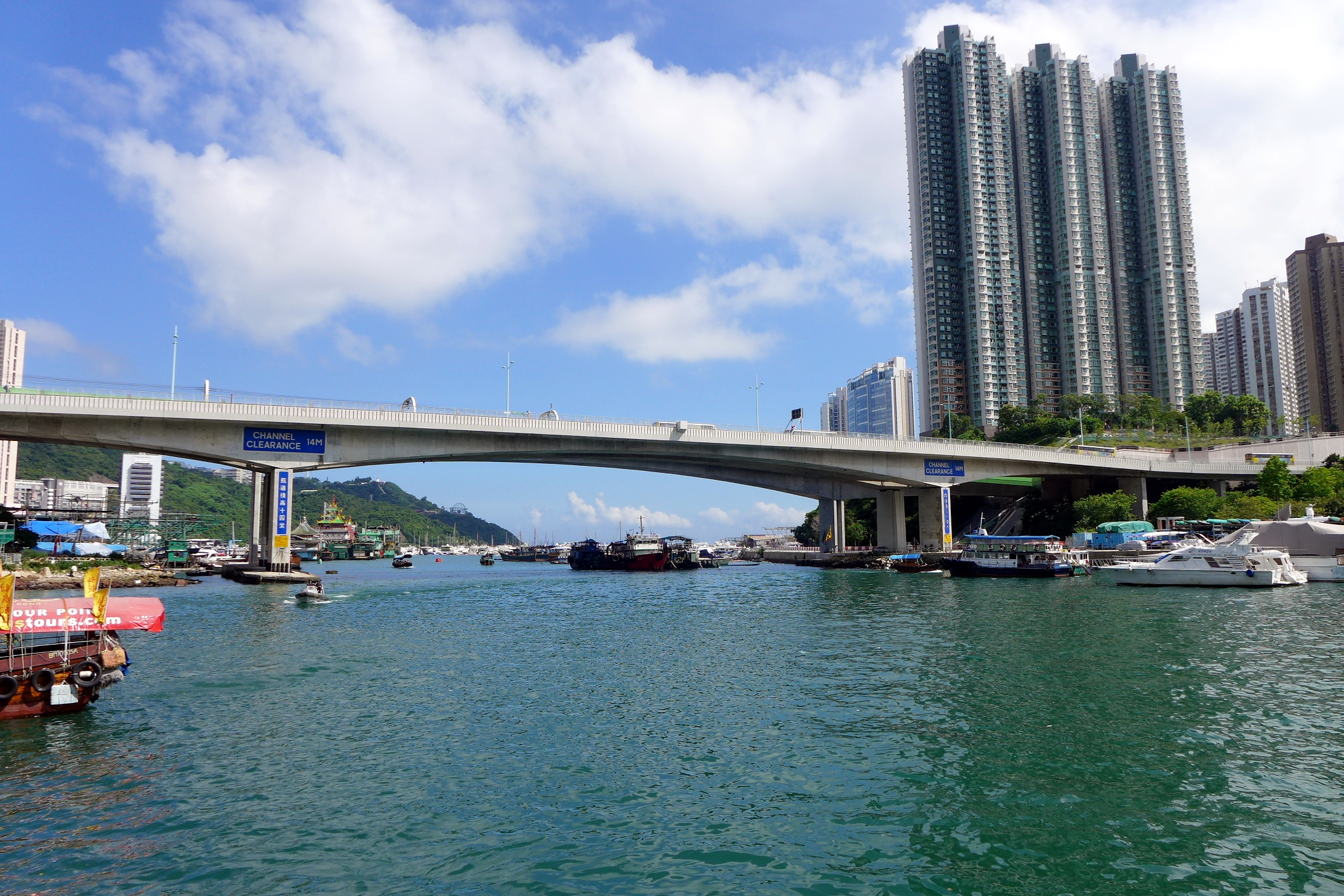
Die Ap Lei Chau Bridge – Aberdeen – 香港仔, 2015
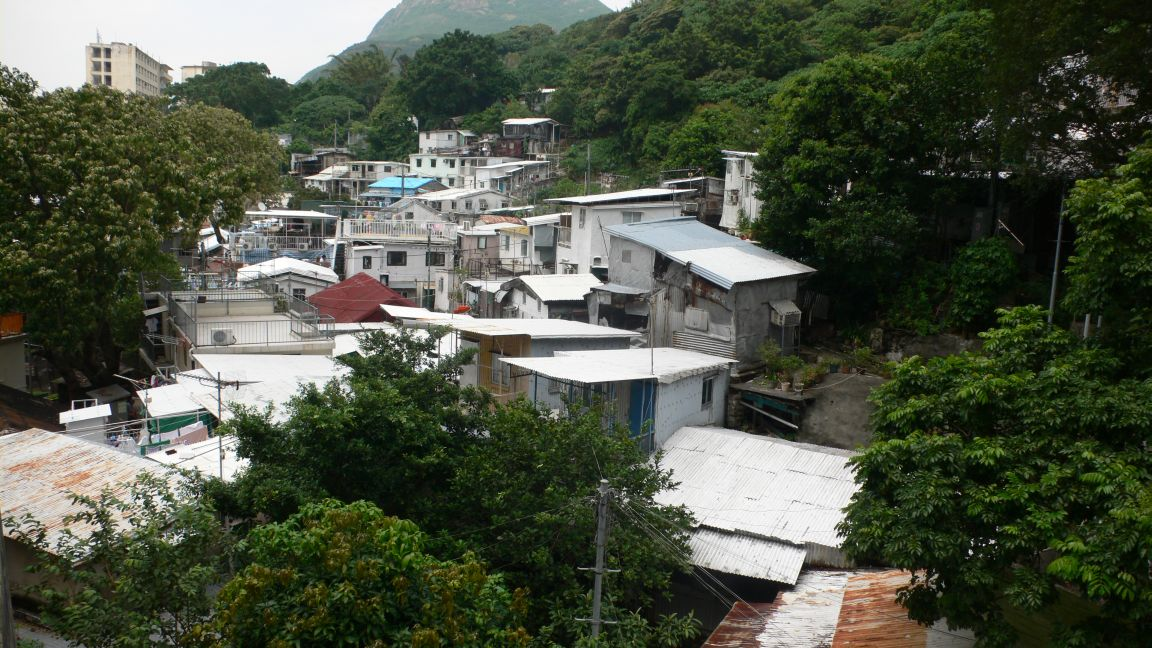
Historisches Pok Fu Lam Village – 薄扶林村, 2006
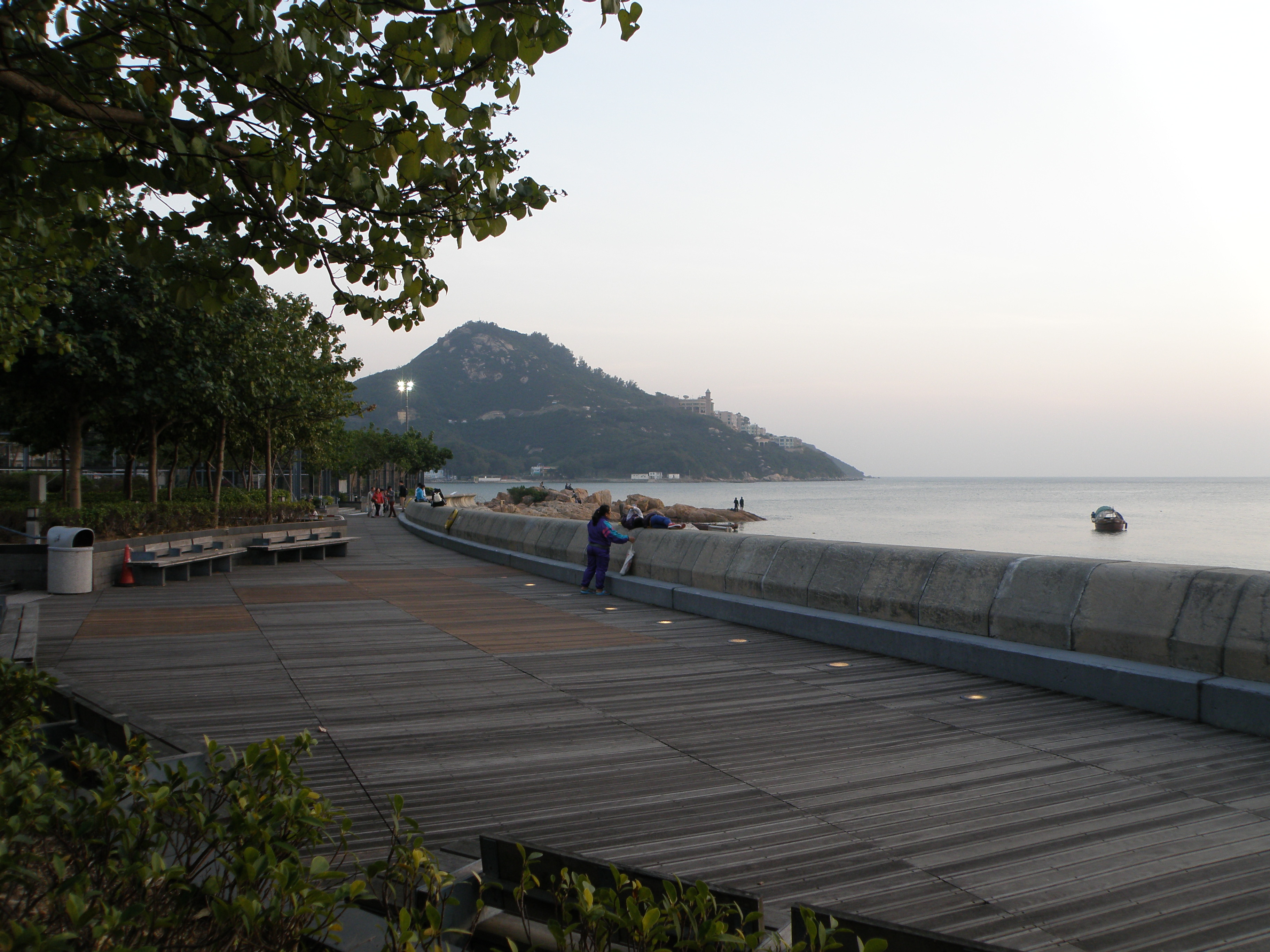
Uferpromenade bei Stanley – 赤柱, 2014
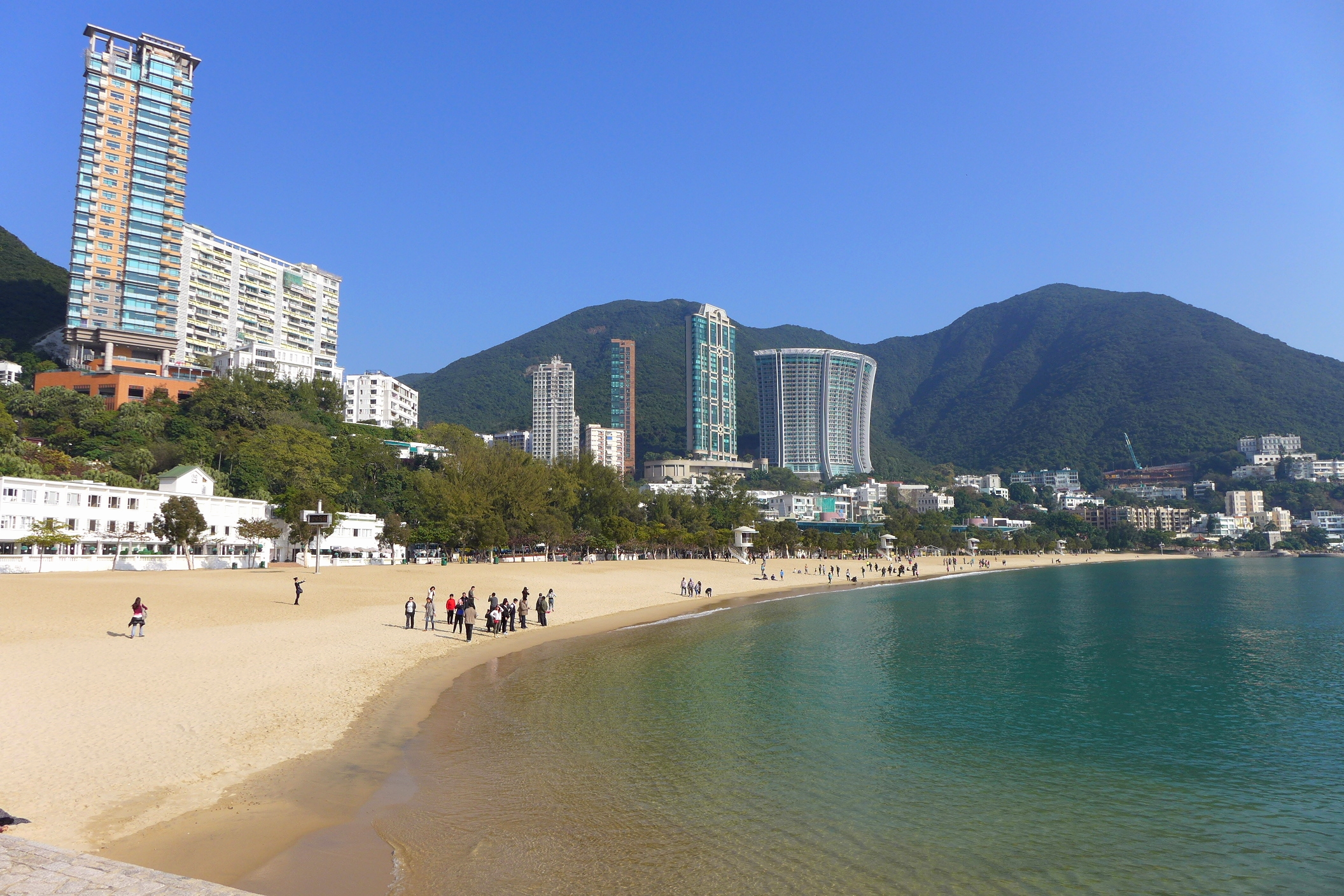
Öffentlicher Strand bei Repulse Bay – 淺水灣, 2015
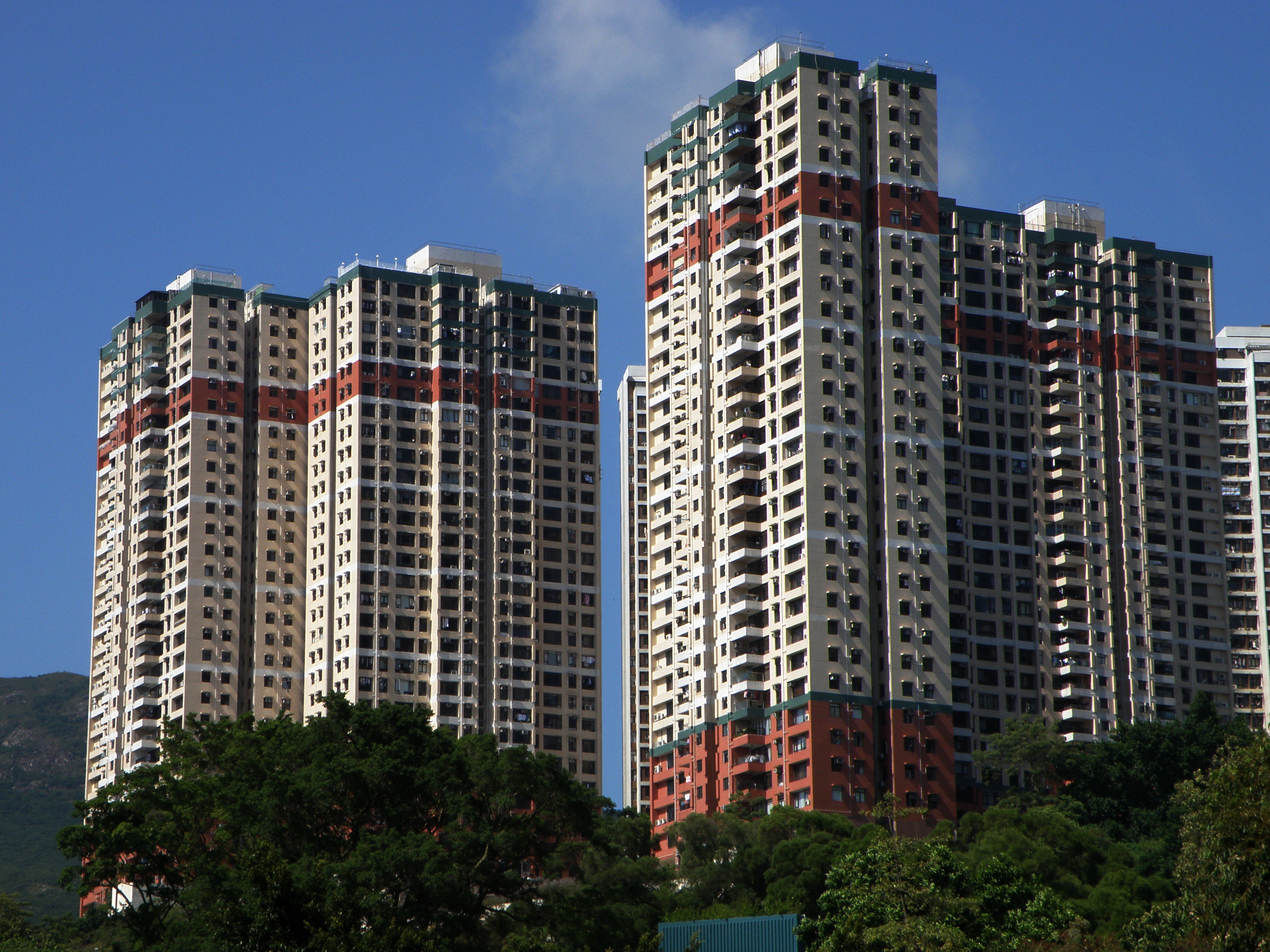
Private Wohnanlagen – Pokfulam Gardens – 薄扶林花園, 2014
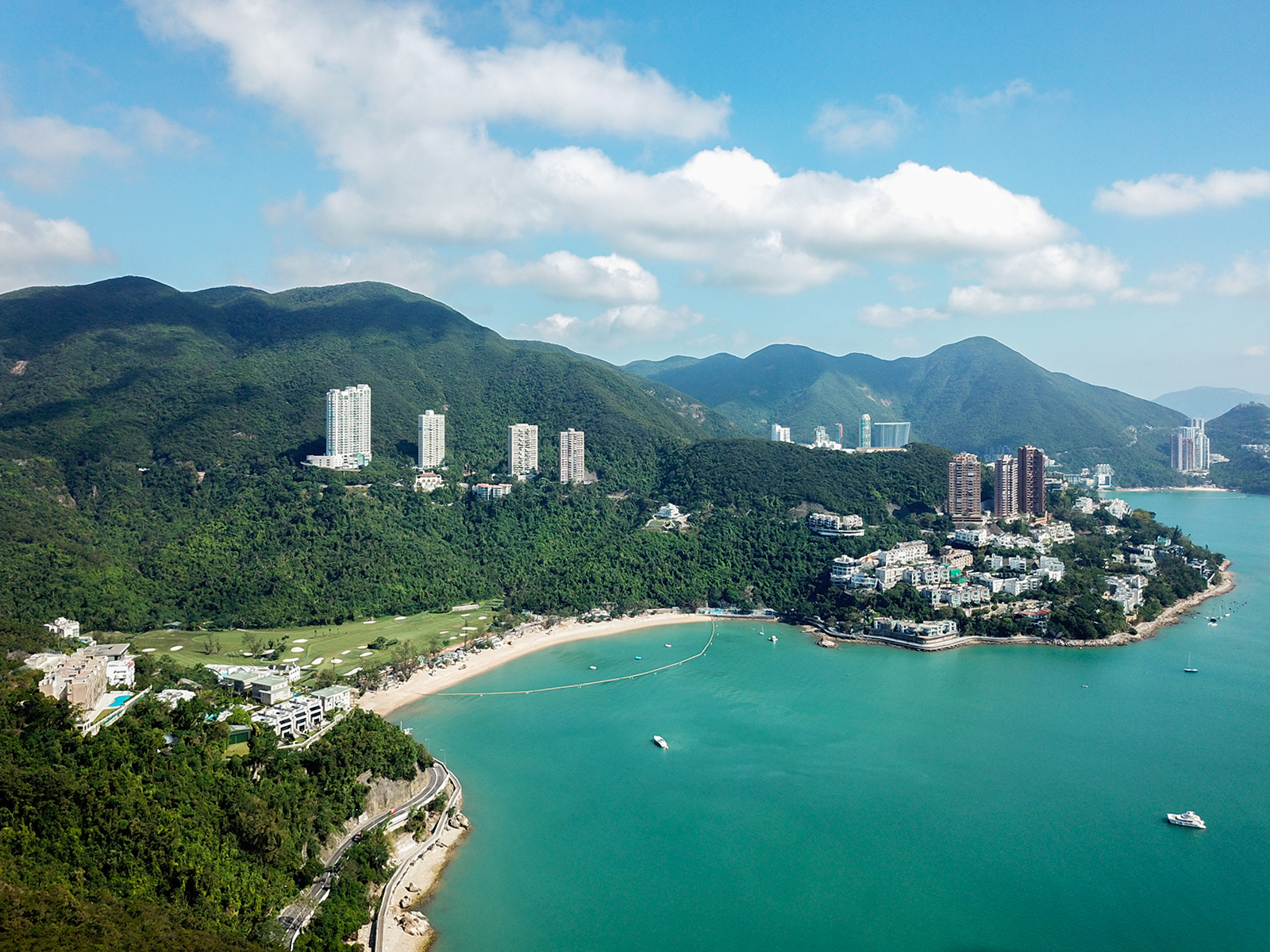
Gehobene Wohnanlagen – Deep Water Bay – 深水灣, 2018
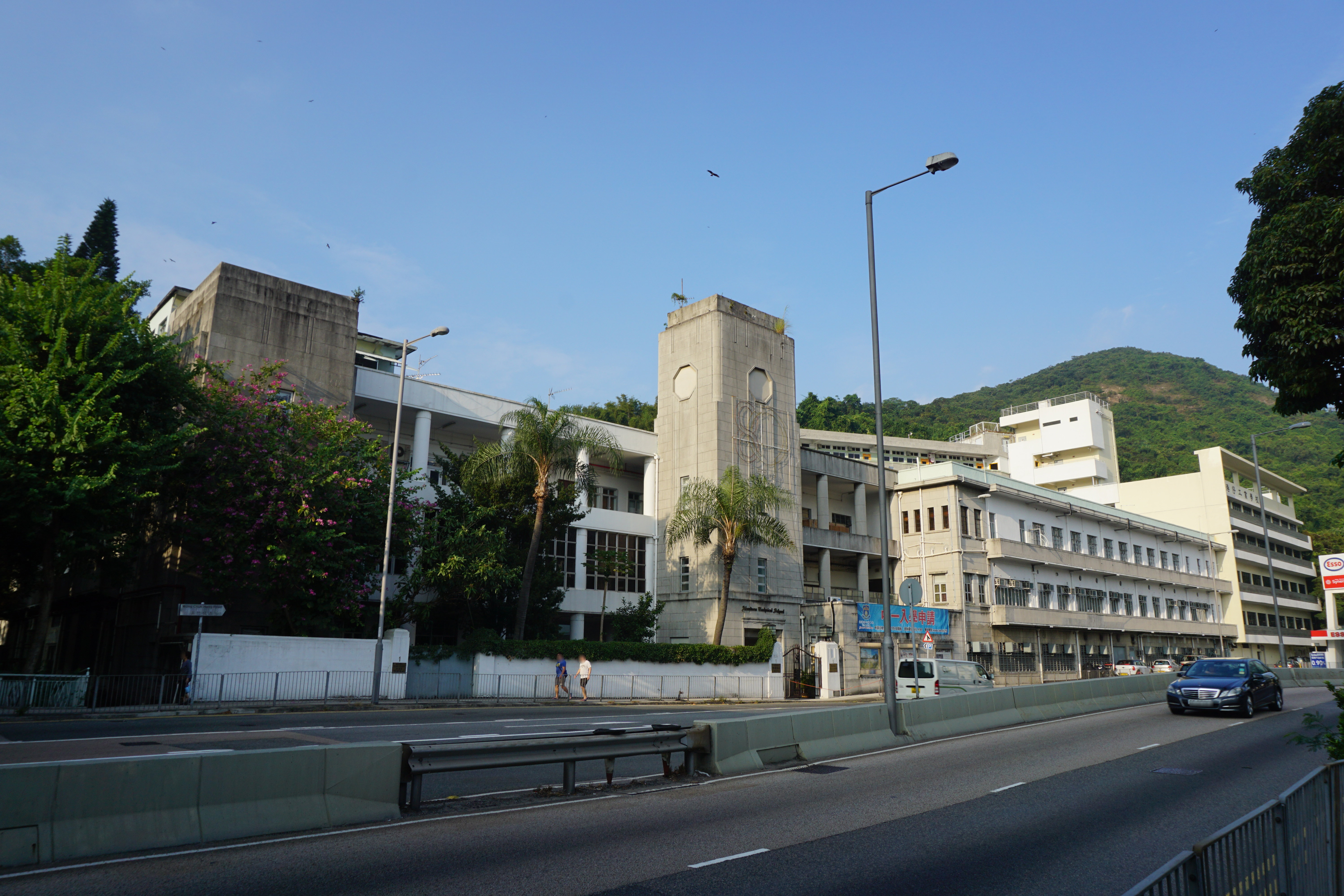
Aberdeen Technical School – 香港仔工業學校, 2016
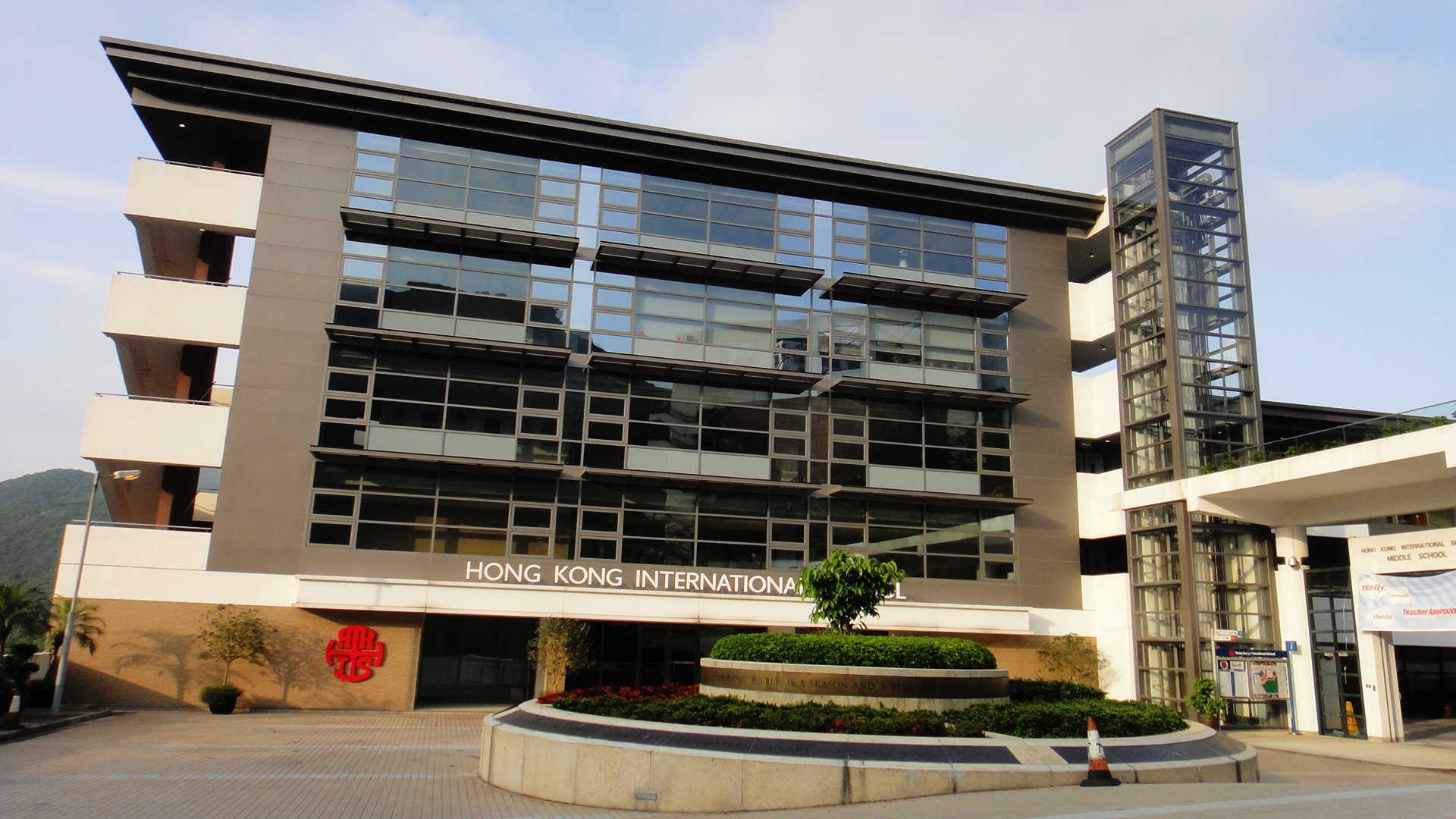
Hong Kong International School – 香港國際學校, 2013